# 스웁스크군

포모제주 지도에 표시된 스웁스크군의 위치

스웁스크군(폴란드어: powiat słupski)은 폴란드 포모제주에 위치한 군으로 면적은 2,304km2, 인구는 98,793명(2019년 기준), 인구 밀도는 43명/km2이다. 군청 소재지는 스웁스크이지만 스웁스크군에 속하지 않고 별도의 도시군으로 존재한다.
동쪽으로는 렝보르크군, 남동쪽으로는 비투프군, 서쪽으로는 서포모제주 코샬린군, 스와브노군, 북쪽으로는 발트해와 접한다. 10개 지방 자치체(1개 도시, 1개 도시형 농촌, 8개 농촌)를 관할한다.

군기
군 문장